# Lista de prêmios e indicações recebidos por Pitbull
A lista de prêmios de Pitbull, consiste em 51 indicações e 6 prêmios vencidos. A partir de 2009, Pitbull começou a ser indicado frequentemente em prêmios de maior relevância, quando lançou o álbum "Rebelution'". Com o single "I Know You Want Me (Calle Ocho)", o rapper concorreu ao Billboard Latin Music Awards e ao Teen Choice Awards. Em 2010, lançou o álbum em espanhol "Armando", que posteriormente teve várias indicações em prêmios de música latina como o Latin Grammy Awards, ao Billboard Music Awards de Artista Latino e Melhor Canção Latina, além de vencer o Premio Lo Nuestro em 2011 e 2012 referentes ao álbum em espanhol lançado em 2010.
Em 2011, quando lançou o álbum de maior sucesso, "Planet Pit", Pitbull concorreu a vários prêmios importantes como o American Music Awards e MTV Europe Music Awards. A música "Give Me Everything" fez o rapper concorrer ao Melhor Vídeo Pop e Melhor Colaboração no MTV Video Music Awards de 2011.

## ALMA Awards
| Ano  | Indicação | Categoria                  | Resultado |
| ---- | --------- | -------------------------- | --------- |
| 2009 | Pitbull   | Melhor do Ano Na Música    | Indicado  |
| 2011 | Pitbull   | Artista Favorito Masculino | Venceu    |

## American Music Awards
| Ano  | Indicação | Categoria                              | Resultado |
| ---- | --------- | -------------------------------------- | --------- |
| 2011 | Pitbull   | Artista Latino Favorito                | Indicado  |
| 2011 | Pitbull   | Artista Masculino Favorito de Pop/Rock | Indicado  |

## Billboard Latin Music Awards
| Ano  | Indicação                                            | Categoria                                      | Resultado |
| ---- | ---------------------------------------------------- | ---------------------------------------------- | --------- |
| 2009 | Pitbull                                              | Artista Latino do Ano de Downloads Digitais    | Venceu    |
| 2010 | Pitbull                                              | Artista do Ano Solo de Ritmo Latino Airplay    | Indicado  |
| 2010 | "I Know You Want Me (Calle Ocho)"                    | Canção do Ano de Ritmo Latino do Ano Airplay   | Indicado  |
| 2011 | Pitbull                                              | Artista do Ano Solo de Ritmo Latino Airplay    | Indicado  |
| 2011 | Pitbull                                              | Artista do Ano Solo em Álbuns de Ritmo Latino  | Indicado  |
| 2011 | Pitbull                                              | Artista Latino do Ano Social 50                | Indicado  |
| 2011 | "Armando"                                            | Álbum do Ano de Ritmo Latino                   | Indicado  |
| 2011 | "Bon, Bon"                                           | Canção do Ano de Ritmo Latino Airplay          | Indicado  |
| 2011 | "Bon, Bon"                                           | Download Digital Latino do Ano                 | Indicado  |
| 2012 | "Give Me Everything" (part. Ne-Yo, Nayer e Afrojack) | Canção do Ano                                  | Indicado  |
| 2012 | "Give Me Everything" (part. Ne-Yo, Nayer e Afrojack) | Canção do Ano - Evento Vocal                   | Indicado  |
| 2012 | "Give Me Everything" (part. Ne-Yo, Nayer e Afrojack) | Canção do Ano Airplay                          | Indicado  |
| 2012 | "Give Me Everything" (part. Ne-Yo, Nayer e Afrojack) | Canção Pop Latina do Ano                       | Indicado  |
| 2012 | Pitbull                                              | Artista Masculino do Ano em Canções            | Indicado  |
| 2012 | Pitbull                                              | Artista do Ano Solo em Canções Pop Latinas     | Indicado  |
| 2012 | Pitbull                                              | Artista do Ano Solo em Canções de Ritmo Latino | Indicado  |
| 2012 | Pitbull                                              | Artista do Ano em Álbuns de Ritmo Latino       | Indicado  |
| 2012 | "Bon Bon"                                            | Canção Digital do Ano                          | Indicado  |
| 2012 | "Bon Bon"                                            | Canção do Ano de Ritmo Latino                  | Indicado  |
| 2012 | "Armando"                                            | Álbum do Ano de Ritmo Latino                   | Indicado  |

## Billboard Music Awards
| Ano  | Indicação  | Categoria          | Resultado |
| ---- | ---------- | ------------------ | --------- |
| 2011 | Pitbull    | Top Artista Latino | Indicado  |
| 2011 | "Bon, Bon" | Top Canção Latina  | Indicado  |

## International Dance Music Awards
| Ano  | Indicação                                            | Categoria                         | Resultado |
| ---- | ---------------------------------------------------- | --------------------------------- | --------- |
| 2011 | "Bon, Bon"                                           | Melhor Faixa Latin/Reggaeton      | Indicado  |
| 2012 | "Rain Over Me" (part. Marc Anthony)                  | Melhor Faixa Latin/Reggaeton      | Indicado  |
| 2012 | "Give Me Everything" (part. Ne-Yo, Nayer e Afrojack) | Melhor Faixa Commercial/Pop Dance | Indicado  |
| 2012 | Pitbull                                              | Melhor Artista (Solo)             | Indicado  |

## Latin Grammy Awards
| Ano  | Indicação  | Categoria                     | Resultado |
| ---- | ---------- | ----------------------------- | --------- |
| 2011 | "Armando"  | Melhor Álbum de Música Urbana | Indicado  |
| 2011 | "Bon, Bon" | Melhor Canção Urbana          | Indicado  |

## Los Premios MTV
| Ano  | Indicação | Categoria                | Resultado |
| ---- | --------- | ------------------------ | --------- |
| 2009 | Pitbull   | Melhor Artista MTV Tr3´s | Indicado  |

## MP3 Music Awards
| Ano  | Indicação                         | Categoria                            | Resultado |
| ---- | --------------------------------- | ------------------------------------ | --------- |
| 2009 | "I Know You Want Me (Calle Ocho)" | Prêmio LRS Latin / Reggaeton / Salsa | Venceu    |

## MTV Europe Music Awards
| Ano  | Indicação | Categoria                 | Resultado |
| ---- | --------- | ------------------------- | --------- |
| 2011 | Pitbull   | Melhor Artista de Hip Hop | Indicado  |

## MTV Latin Music Awards
| Ano  | Recipiente | Categoria       | Resultado |
| ---- | ---------- | --------------- | --------- |
| 2015 | Pitbull    | Best Live .Act. | Pendente  |
| 2015 | Pitbull    | Biggest Fans    | Pendente  |

## MTV Video Music Awards
| Ano  | Indicação                                            | Categoria          | Resultado |
| ---- | ---------------------------------------------------- | ------------------ | --------- |
| 2011 | "Give Me Everything" (part. Ne-Yo, Nayer e Afrojack) | Melhor Colaboração | Indicado  |
| 2011 | "Give Me Everything" (part. Ne-Yo, Nayer e Afrojack) | Melhor Video Pop   | Indicado  |

## NRJ Music Awards
| Ano  | Indicação                         | Categoria                              | Resultado |
| ---- | --------------------------------- | -------------------------------------- | --------- |
| 2010 | "I Know You Want Me (Calle Ocho)" | Canção Internacional do Ano            | Indicado  |
| 2012 | Pitbull                           | Artista Internacional Masculino do Ano | Indicado  |

## People's Choice Awards
| Ano  | Indicação | Categoria                   | Resultado |
| ---- | --------- | --------------------------- | --------- |
| 2012 | Pitbull   | Artista de Hip Hop Favorito | Indicado  |

## PopCruch Music Awards
| Ano  | Indicação                                            | Categoria     | Resultado |
| ---- | ---------------------------------------------------- | ------------- | --------- |
| 2011 | "Give Me Everything" (part. Ne-Yo, Nayer e Afrojack) | Canção do Ano | Indicado  |

## Premio Lo Nuestro
| Ano  | Indicação | Categoria                   | Resultado |
| ---- | --------- | --------------------------- | --------- |
| 2011 | Pitbull   | Artista de Hip Hop Favorito | Venceu    |
| 2012 | "Armando" | Álbum Urbano do Ano         | Venceu    |
| 2012 | Pitbull   | Artista Urbano do Ano       | Venceu    |

## Teen Choice Awards
| Ano  | Indicação                                            | Categoria                           | Resultado |
| ---- | ---------------------------------------------------- | ----------------------------------- | --------- |
| 2008 | "The Anthem" (part. Lil Jon)                         | Faixa de Rap/Hip Hop                | Indicado  |
| 2009 | "I Know You Want Me (Calle Ocho)"                    | Faixa de Rap/Hip Hop                | Indicado  |
| 2010 | Pitbull                                              | Artista de Rap                      | Indicado  |
| 2011 | Pitbull                                              | Artista de R&B/Hip Hop              | Indicado  |
| 2011 | Pitbull                                              | Choice Summer Music Star: Masculino | Indicado  |
| 2011 | "Give Me Everything" (part. Ne-Yo, Nayer e Afrojack) | Faixa de Rap/Hip Hop                | Indicado  |

## TRL Awards
| Ano  | Indicação                                            | Categoria         | Resultado |
| ---- | ---------------------------------------------------- | ----------------- | --------- |
| 2012 | "Give Me Everything" (part. Ne-Yo, Nayer e Afrojack) | Melhor Tormentone | Pendente  |